# Боссон
Бóссон (Bósson; справжнє ім'я Ерік Ста́ффан У́льссон швед. Eric Staffan Olsson; нар. 21 лютого 1969) — популярний шведський співак і композитор. Широку відомість у Європі та за її межами здобув після виходу пісні «One in a Million», головного треку фільму «Міс Конгеніальність».

## Біографія

### Дитинство і юність
Стаффан Ульссон народився 21 лютого 1969 року в невеликому шведському містечку Саро, який знаходиться в 20 кілометрах від Гетеборга. З дитинства хлопчик проявляв музичні здібності. Його перший виступ відбувся на дитячому різдвяному фестивалі Lucia, коли Стаффану виповнилося всього 6 років. Так хлопець дебютував перед широкою публікою, виконуючи рріздвяні пісні.
Йшли роки. Стаффан становився дорослішим. Після закінчення школи він приєднався до музичного гурту Elevate, який швидко здобув популярність у Швеції. Молоді хлопці буквально злетіли на вершину музичного Олімпу. Головний здобуток — перемога в національному музичному конкурсі, яка дала гурту можливість записати свої хіти в Jam Lab Studios. Випустивши три сингли, Elevate відправилися в гастрольне турне по Європі.

### Початок сольної кар'єри (1997—1999)
Популярність і внутрішні амбіції підштовхують співака до сольної творчості. У 1996 році Стаффан покидає гурт, і з цього моменту він здобуває нове ім'я.
Походження псевдоніма «Боссон» співак неодноразово пояснював у своїх інтерв'ю просто: у перекладі зі шведської Bosson (Bo's son) означає «син Бо» (ім'я батька Стаффана).
У 1997 році юнак записує свою першу пісню Baby Don't Cry («Крихітко, не плач»). Трек сподобався лейблу MNW (стокгольмська студія, у якій починав продюсер Макс Мартін, який розкрутив Backstreet Boys, *NSYNC і Брітні Спірс). Звукозаписуюча компанія випустила сингл в ротацію восени 1997 року. Пісня швидко завоювала перші позиції в танцювальному чарті Швеції, а потім і в хіт-парадах інших країнах Європи.
Популярність музичної композиції обумовила вихід дебютного альбому The Right Time («Час справедливості») у 1999 році. У роботі над альбомом брали участь С. Кіпнер (співавтор пісні Кристини Агілери Genie In a Bottle), а також композитор і продюсер Джек Кугелл.

### Творчий зліт (2000—2003)
До 2000 року Боссон вже був доволі популярним у Швеції. Развиваючи свої здібності як композитор, поет, програміст і, звісно, вокаліст, він записав у Гетеборзі хіти, які відкрили для нього дорогу в Америку — We Live і Where Are You. Обидві пісні вийшли синглами в Лос-Анджелесі одночасно й одразу ж зробили Боссона відомим.
«Швидкий і яскравий, як searchlight», «одна із самих многообіцяючих новинок», — посипалися характеристики від журналу Billboard, — «цей хлопець поставив на коліна весь топ-сорок»!
У тому ж році артист познайомився з Брітні Спірс, яка запросила його у спільне турне по США. Боссон виступив на «разігріві».
Весною 2001 року він виступив разом з Кайлі Міноуг у Європі для 70-тисячної аудиторії. З новою шведською зіркою виступили Ленні Кравіц, Ел Ді Меола, Джессіка Сімпсон, *NSYNC, Westlife.
Композиція Боссона One In A Million («Єдина на мілліон») стала головним саундтреком фільму «Міс Конгеніальність». Пісня увійшла в десятку найкращих хітів у Європі і Азії. У 2000 році її видвинули на премію Золотий Глобус. У 2001 році за One In A Million Боссон отримав премію Best Newcomer Awards на Radio Music Awards 2001 у Сингапурі.
Альбом One In A Million Боссон записав у 2001 році у співавторстві з П. Бестромом і С. Кіпнером.

### Подальший творчий шлях
З репертуаром перших сольних альбомів Боссон об'їздив майже весь світ.
У 2003 році, на хвилі успіху, виходить його нове творіння — диск Rockstar («Рок-зірка»), у якому Боссон сфокусував свою увагу на музиці 80-х.
Після цього співак надовго зникає з комерційної естради і зосереджується на роботі над новим альбомом. Реліз четвертого альбому Боссона відбувся у 2007 році: весною 2007-го компанія Figury Production випускає диск Futures Gone Tomorrow, Life Is Here Today.
З кінця 2008 р. відкривається новий етап у творчості співака, і він починає працювати над першим синглом нового альбому у стилі Rnb в студіях Лондона і Лос-Анджелеса.
Влітку 2009 р. на російських радіостанціях компанія Figury Production і DJ Ivan Martin (Love Radio) запустили танцювальну кавер-версію пісні Moscow calling і перший сингл із майбутнього альбому Wake up.
Взимку 2010 р. разом з компанією Universal Music Russia випускається російська ексклюзивна подарункова версія альбому BOSSON. The Best Collection CD/DVD.
17 червня 2013 р., через шість років після четвертого, вийшов п'ятий альбом Best of 11-Twelve. Назву альбому співак пояснює тим, що в нього увійшли найкращі з пісень, створених і записаних ним за 2011—2012 рр. Три з 15-ти пісень альбому виходили синглами: Guardian Angel у 2011 р., Love Is In The Air і 10.000 Feet у 2012 р. Інші 12 пісень є новими.
28 грудня 2013 р. Боссон вистув в українському співочому шоу Х-Фактор, де співав разом з гуртом «Тріода».

## Боссон у країнах СНД
У країни СНД співак потрапив завдяки продюсеру з Естонії.
У Росію Боссон вперше приїхав у 2003 році з промоутером альбому Rockstar.
З тих пір він неодноразово гастролював у Росії і країнах СНД, брав участь у телевізійних проектах («Фабрика зірок» і «Без комплексів» на Першому каналі, «Історія в деталях» на СТС, «Повний контакт» на MTV, «Новий рік у стилі ABBA» на НТВ, у фестивалі «Слов'янський Базар» у Вітебську і музичному фестивалі «Шарманка» в Ялті тощо).
У лютому 2004 року як хедлайнер артист виступив на фестивалі танцювальної музики Energy-Mega-Dance (радіо NRG) на стадіоні в Лужниках.
У 2005 році в Росії вийшов збірник найкращих пісень артиста The Best під рекорд-лейблом «ПрофМьюзік».
У серпні 2008 року на «Руському радіо» почалася ротація пісні «Небо в очах», записаній дуетом з Лолітою Мілявською. Російський текст написав Домінік Джокер. В оригінальному (англомовному) варіанті композиція вийшла під назвою I Can Feel Love («Я відчуваю любов»).
11 жовтня 2008 року Боссон бере участь у фестивалі Ukrainian Music Adwards в Донецьку, де отримує премію «Найкращий європейський співак в Україні».
У 2009 році співак багато гастролює, відвідує з сольними концертами Одесу (Україна), Алма-Ату (Казахстан), Мінськ (Білорусь).

## Дискографія

### Альбоми
- 1998 — The Right Time
- 2001 — One in a Million
- 2003 — Rockstar
- 2007 — Future's Gone Tomorrow, Life Is Here Today
- 2013 — Best of 11-Twelve

### Сингли
- 1997 — Baby Don't Cry
- 1999 — We Live
- 1999 — New Millenium
- 2001 — One in a Million
- 2001 — I Believe
- 2001 — Over the Mountains
- 2002 — Weightless (Duet with Emma Andersson)
- 2002 — This Is Our Life
- 2003 — You Opened My Eyes
- 2003 — A Little More Time
- 2003 — Beautiful
- 2004 — Efharisto
- 2004 — Falling in Love
- 2004 — I Need Love
- 2006 — You
- 2007 — What If I
- 2007 — I Can Feel Love
- 2007 — Небо в глазах (дует з Лолітою)
- 2007 — Believe in Love
- 2011 — Guardian Angel
- 2012 — Love Is In The Air (feat. Baby Bash & Apollo-4)
- 2012 — 10.000 Feet (feat. Nobium & Wreck'n'play/Apollo-4)
- 2013 — Живу тобою (дует з Катею Лель)

## Цікаві факти
- Арабською мовою ім'я Боссон звучить як «два поцілунки».
- Згідно з версією офіційного сайту співака в Росії www.bosson.ru, актриса і продюсер фільму «Міс Конгеніальність» Сандра Буллок особисто запросила Боссона заспівати у фільмі і вмовила співпродюсерів утвердити композицію «One in a Million» головним саундтреком картини.
- Хіт «Never, Never, Never» Боссон записав з відомим джазовим гітаристом Елом ді Меола.
- Пісню «One in a Million» Боссон присвятив своїй колишній коханій Джесиці, яка у 1998 році здобула титул «Міс Швеція».